# Брјуховечки рејон
Брјуховечки рејон (рус. Брюховецкий район) административно-територијална је јединица другог нивоа и општински рејон смештен у централном делу Краснодарске покрајине, односно на југозападу европског дела Руске Федерације.
Административни центар рејона је станица Брјуховецкаја.
Према подацима националне статистичке службе Русије за 2017. на територији рејона живело је 50.907 становника или у просеку око 37,0 ст/км². По броју становника налази се на 30. месту међу административним јединицама Покрајине. Површина рејона је 1.376 км².

## Географија
Брјуховечки рејон се налази у централном делу Краснодарске покрајине, обухвата територију површине 1.376 км² и по том параметру налази се на 29. месту међу административним јединицама у Покрајини. Граничи се са Каневским рејоном на северу, на истоку су Павловски и Виселковски, југу Кореновски и Тимашјовски, а на западу Приморско-ахтарски рејон.
Рејонска територија је доста издужена у смеру исток-запад, а рељефно то је једнолична степа Кубањско-приазовске низије испресецана бројним водотоцима и мањим језерима лиманског типа (посебно у западном делу рејона). Централним делом рејона, од запада ка истоку, готово паралелно теку реке Бејсуг и Бејсужек Десни (десна притока Бејсуга). Најважнија јужна притока Бејсуга на овом подручју је Бејсужек Леви. 

## Историја
Брјуховечки рејон је званично успостављен 2. јуна 1924. као једна од административних јединица тадашњег Кубањског округа Југоисточне област и првобитно се састојао од 7 насељених совјета. Пре него што је ушао у састав Краснодарске покрајине 1937. налазио се у границама, прво Северно-кавкаске, а потом и Азовско-црноморске покрајине. 
Привремено је био расформиран у периоду 1963−1966. године. 

## Демографија и административна подела
Према подацима са пописа становништва из 2010. на територији рејона живело је укупно 53.028 становника, док је према процени из 2017. ту живело 50.907 становника, или у просеку око 37,0 ст/км². По броју становника Виселковски рејон се налази на 30. месту у Покрајини са уделом у укупној популацији од 0,91%. 
| 1959.  | 1970.  | 1979.  | 1989.  | 2002.  | 2010.  | 2017.   |
| ------ | ------ | ------ | ------ | ------ | ------ | ------- |
| 50.781 | 51.936 | 50.530 | 51.755 | 54.594 | 53.028 | 50.907* |

Напомена:* Према процени националне статистичке службе. 
На територији рејона налазе се укупно 33 насељена места административно подељена на 8 другостепених руралних општина. Административни центар рејона и његово највеће насеље је станица Брјуховецкаја са око 24.000 становника. Већа сеоска насеља на тлу рејона су још и станице Перејасловскаја (8.000) и Новоџерелијевскаја (5.000 становника).

## Саобраћај
Најважнији путни правац који пролази преко територије Брјуховечког рејона је локални магистрални друм Краснодар—Јејск.